# Ripley (del av en befolkad plats)
Ripley är en del av en befolkad plats i Australien. Den ligger i kommunen Ipswich och delstaten Queensland, omkring 34 kilometer sydväst om delstatshuvudstaden Brisbane. Antalet invånare är 877.
Runt Ripley är det ganska tätbefolkat, med 62 invånare per kvadratkilometer.. Närmaste större samhälle är Ipswich, omkring 13 kilometer nordväst om Ripley.
I omgivningarna runt Ripley växer huvudsakligen savannskog. Genomsnittlig årsnederbörd är 1 252 millimeter. Den regnigaste månaden är januari, med i genomsnitt 248 mm nederbörd, och den torraste är oktober, med 34 mm nederbörd.